# ارگ بهارستان (باغ زرشکی)
ارگ بهارستان (باغ زرشکی) مربوط به دوره افشار است و در بیرجند، خیابان منتظری، محدوده کوچه پست قدیم واقع شده و این اثر در تاریخ ۲۵ اسفند ۱۳۷۹ با شمارهٔ ثبت ۳۶۸۳ به‌عنوان یکی از آثار ملی ایران به ثبت رسیده است.

## تبدیل ارگ تاریخی به انبار ضایعات
ارگ بهارستان گرچه در سال ۱۳۷۹ توسط سازمان میراث فرهنگی و گردشگری با شماره ۳۶۸۳ در فهرست آثار ملی ایران به ثبت رسید اما اکنون نه تنها از این مکان استفاده مسکونی می‌شود بلکه به عنوان انبار ضایعات نیز از آن استفاده می‌شود و بافت با ارزش این بنا نیز رو به تخریب است.